# Hayato Okamoto (wielrenner)
Hayato Okamoto (1 juni 1995) is een Japans wielrenner die sinds 2017 rijdt voor Aisan Racing Team.

## Carrière
In 2015 werd Okamoto, achter Michimasa Nakai en Saya Kuroeda, derde op het nationale kampioenschap op de weg voor beloften. Zes dagen eerder was hij al vijfde geworden in de tijdrit. Een jaar later werd hij in beide wedstrijden zesde en werd hij zestiende in de Ronde van Okinawa.
In 2017, zijn eerste seizoen in dienst van Aisan Racing Team, nam hij deel aan de Aziatische kampioenschappen op de weg. In de ploegentijdrit legde de Japanse selectie, waar Okamoto deel van uitmaakte, het af tegen de Kazachen. Vier dagen later won Okamoto de wegwedstrijd voor beloften, door in de sprint van een uitgedunde groep Jevgeni Giditsj en Mohammad Ganjkhanlou voor te blijven.
In 2018 won Okamoto de eerste etappe in de Ronde van Taiwan, waar hij Seo Joon-yong en Raymond Kreder voorbleef in de massasprint.

## Overwinningen
2015
 Japans kampioenschap op de weg, beloften
2017
 Aziatisch kampioen op de weg, beloften
 Aziatisch kampioenschap, ploegentijdrit
2e etappe Ronde van Hokkaido
Puntenklassement Ronde van Hokkaido
2018
1e etappe Ronde van Taiwan
2022
1e etappe Ronde van Taiwan
2024
3e etappe Ronde van Kumano

## Ploegen
- 2017 –  Aisan Racing Team
- 2018 –  Aisan Racing Team (t.m. 31-07)
- 2018 –  Nippo-Vini Fantini-Europa Ovini (v.a. 01-08)
- 2019 –  Aisan Racing Team
- 2020 –  Aisan Racing Team
- 2021 –  Aisan Racing Team
- 2022 –  Aisan Racing Team
- 2023 –  Aisan Racing Team
- 2024 –  Aisan Racing Team
- 2025 –  Aisan Racing Team

Aoyama · Harada · Hayakawa · Komori · Kuroeda · Okamoto · Sumiyoshi · Watanabe
Aso · Hayakawa · Komori · Kuroeda · Monier · Nomoto · Okamoto · Sumiyoshi · Watanabe